# Анушка Михайлова
Анушка Михайлова е българска народна певица, изпълнителка и авторка на народни песни, една от първите певици на ансамбъл „Филип Кутев“.

## Биография
Родена е на 3 април 1933 г. в София, но израства в селата Одраница и Видрар, откъдето са родителите ѝ. По-голямата част от многобройните песни, които научава, чува за първи път от дядо си Марко. Завършва Трета девическа гимназия и като ученичка, в надпяване между гимназиите, спечелва първа награда. Така я открива Георги Бояджиев от редакция „Народна музика“ на Радио София и я кани за записи на трънски песни. През 1949 година песните „Не бой се, Радо, от кърджалии“ и „Седнал Марко с макя да вечеря“, стават първите записи на Анушка Михайлова във фонда на БНР.
През 1951 година Анушка Михайлова е приета в новосформирания ансамбъл на Филип Кутев, където остава повече от три десетилетия – до пенсионирането си през 1985 година. Прекъсва само за две години, когато съпругът ѝ, който е архитект, е назначен на работа в Тунис. Успоредно с работата си в ансамбъла, тя завършва френска филология в Софийския университет. Посвещава се на педагогическа работа и заминава като учител по френски в Родопите, където прекарва шест години.
Има две деца, четирима внуци и четирима правнуци. Умира на 30 ноември 2017 г. в София.